# Quizlet
Quizlet（クイズレット）はアンドリュー・サザーランドが開発したオンライン学習ツールである。2005年10月初期版開発、2007年1月に公開し、2015年11月には月間訪問者数が40万人を超え1億人が利用した 。現在ではサイト人気上位の50位に位置し、2016年のSimilarWeb調査による2015年に最も急速な成長を遂げた米国の教育系サイトと認定された。

## 学習と記憶ゲーム
記憶ツールとして登録利用者が独自の暗記内容を構成でき、以下の学習モードで遊べる。
単語カード(Flash Cards)
フラッシュカードのアプリケーション版
グラビティ(Gravity)
衛星形の語句定義が画面上で落下し、画面を通り過ぎる前に語句を入力する。
学習(Learn)
語句や定義が表示され、対応する内容を入力する。自動採点や正答数表示の切り替えが可能。
テスト(Long-Term Learning)
間隔反復による長期記憶定着を目的とし、過去の解答正否傾向に基づき誤答が多い内容を優先的に出題する。
音声チャレンジ(Speller)
音声内容を正しく入力する
マッチ(Scatter)
枠内の単語を対応する枠内の定義にドラッグする速さを競う。

## API
単語帳の送受信、修正などが可能なAPIを提供していたが、提供を終了した。